# Huhaanjärvi
Huhaanjärvi eller Hundanjärvi är en sjö i Finland. Den ligger i Nystads stad i landskapet Egentliga Finland, i den sydvästra delen av landet, 200 km väster om huvudstaden Helsingfors. Arean är 2,6 hektar och strandlinjen är 0,61 kilometer lång. Sjön  ingår i Skärgårdshavets kustområde, Åland.   I omgivningarna runt Huhaanjärvi växer i huvudsak barrskog.